# HEAO-2
Обсерватория HEAO-2 или обсерватория имени Эйнштейна — первая в мире орбитальная обсерватория с зеркалами, имеющими возможность фокусировать рентгеновские лучи. Принцип работы зеркал обсерватории основан на скользящем отражении рентгеновских фотонов, падающих на апертуру телескопа. До запуска обсерватория называлась HEAO-B, после успешного начала работы обсерватория была переименована в обсерваторию имени Эйнштейна.
Обсерватория была запущена с мыса Канаверал (Флорида, США) ракетой-носителем Атлас с разгонным блоком Центавр SLV-3D. Высота орбиты обсерватории была около 500 км, наклонение около 23,5 градуса.

## Инструменты

Схема расположения инструментов обсерватории им Эйнштейна/HEAO2

Обсерватория несла один рентгеновский телескоп (фокусирующий рентгеновские лучи за счет их отражения на скользящих углах) эффективной площадью около 400 см² на энергии 0,25 кэВ с уменьшением до ~30 см² на энергии 4 кэВ. В фокальной плоскости телескопа были установлены следующие инструменты:

### HRI
HRI (High Resolution Imaging camera) — позиционно чувствительная камера высокого разрешения, рабочий диапазон энергий 0,3-3,5 кэВ.
Инструмент не имел собственного спектрального разрешения, однако мог быть использован в совместно с дифракционной решёткой (OGS). В этой конфигурации инструмент позволял достичь рекордного для того времени энергетического разрешения 10-50 в относительно широкой полосе энергий.
Ввиду общего принципа работы инструмента его квантовая эффективность была невелика — эффективная площадь инструмента составляла всего 10-20 см² на энергиях ниже 1 кэВ и 5 см² на энергии 2 кэВ.
Однако угловое разрешение инструмента позволяло полностью использовать возможности фокусирующей оптики обсерватории — в пределах 5 угловых минут от оси поля зрения телескопа угловое разрешение инструмента составляло около 2 угловых секунд (зависело только от качества оптики рентгеновских зеркал). Такое угловое разрешение оставалось рекордным вплоть до запуска на орбиту обсерватории Чандра в 1999 году.

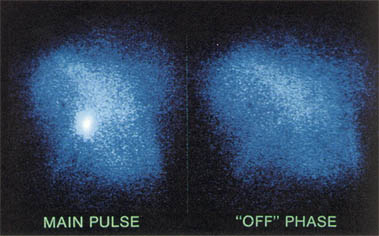
Изображение Крабовидной туманности, полученное EINSTEIN/HRC в два интервала фаз пульсара

Измерения положений и морфологии большого количества рентгеновских источников как в нашей Галактики так и вне нашей Галактики привело к огромному скачку в понимании природы различных рентгеновских объектов.

### IPC
IPC (Imaging Proportional Counter) — пропорциональный счётчик, позиционно чувствительный, рабочий диапазон энергий 0.4-4 кэВ. Квантовая эффективность пропорционального счётчика значительно превосходила таковую микроканальной камеры высокого разрешения (HRI), и, следовательно, благодаря именно этому инструменту обсерватории им Эйнштейна удалось провести большую серию различных обзоров неба, включая глубокие, с чувствительностями до 10−14 эрг/с/кв.см. Эффективная площадь инструмента составляла около 100 см², угловое разрешением около 1 угл. минуты.
В комбинации с инструментом HRI обзоры рентгеновского неба, проведённые инструментом IPC, дали первые наблюдательные факты о популяциях аккрецирующих чёрных дыр в центрах галактик.
Одним из важнейших результатов наблюдений инструментов IPC и HRI является следующее — впервые было показано, что космической рентгеновский фон, обнаруженный уже первыми рентгеновскими инструментами, создаётся суммарным излучением огромного количества внегалактических источников, преимущественно, активных ядер галактик .

### SSS
SSS (Solid State Spectrometer) — твердотельный спектрометр (lithium-drifted Si(Li)), рабочий диапазон энергий 0,5-4,5 кэВ. Детектор закрывал собой размер около 5 угловых минут и располагался не точно в фокусе рентгеновского телескопа (изображение источников на детекторе имело размер около 1 угловой минуты). Рабочая температура детектора составляла около 100 К, что приводило к намораживанию льда на его поверхность и, следовательно, ухудшало чувствительность в мягком рентгеновском диапазоне. Периодически, перед длинными сериями наблюдений, детектор нагревали до температуры 220 К, что позволяло уменьшать количество льда на детекторе. После 9 месяцев периодической разморозки детектора удалось практически полностью избавится от льда. Несмотря на это, для детектора была построена модель изменения функции отклика в зависимости от времени, что позволяло иметь достаточно точные калибровочные данные на любой момент наблюдений. В октябре 1979 года (между 3 и 13 октября), в согласии с расчётами, криогенная система охлаждения детектора исчерпала запасы охладителя, что привело к выходу из строя инструмента. При значительной эффективной площади (около 200 см²) инструмент SSS имел рекордное энергетическое разрешение 160 эВ в диапазоне энергий 0,3-4 кэВ.
Следующий шаг в улучшении энергетического разрешения рентгеновских инструментов удалось сделать только на японской обсерватории АСКА, запущенной в 1993 году.

### FPCS
FPCS (Bragg Focal Plane Crystal Spectrometer) — Брегговский кристаллический фокальный спектрометр
Спектрометр состоял из 6 различных кристаллов-дифракторов. Спектрометр имел возможность наблюдать через 4 различных поля зрения 1´ x 20´, 2´ x 20´, 3´ x 30´ и через круглое поле зрения диаметром 6´. В реальных наблюдениях использовались только три последних. Эффективная площадь спектрометра составляла от 0,1 до 1 см² с энергетическим разрешением Е/dE=50-1000. В каждом конкретном наблюдении спектрометра измерялся спектр только в достаточно узкой энергетической полосе — около 20-80 эВ. В результате наблюдений получены спектры высокого разрешения более 40 источников 

### OGS
OGS (Objective grating spectrometer) — Спектрометр на дифракционной решётке. Работал в комплексе с позиционно чувствительной камерой HRI.

### MPC
Отдельно от фокусирующего телескопа был установлен газовый пропорциональный счётчик MPC (Monitor Proportional Counter) рабочего диапазона энергий 1-20 кэВ.
Счётчик MPC был заполнен смесью аргона и углекислого газа. Он имел круглое поле зрения, ограниченное коллиматором с размером 1.5 градуса (ширина на полувысоте), оптическая ось которого была сонаправлена с оптической осью рентгеновского телескопа обсерватории. 1,5 миллиметровое бериллиевое окно являлось крышкой газового объёма и в то же время защищала газовый счётчик от фотонов ультрафиолетового диапазона. Эффективная площадь детектора — 667 см². Энергия фотона, задетектированного инструментом, оцифровывалась в один из 8 каналов, ширина которых увеличивалась логарифмически с 0,4 кэВ на нижнем крае рабочего диапазона прибора до 6,7 кэВ на верхнем крае. Энергетическое разрешение прибора составляло 20 % на энергии 6 кэВ.
Инструмент работал в период с 19 ноября 1978 года до апреля 1981 года, за исключением 3-х месячного периода между 27 августа 1980 и 8 декабря 1980. В этот период инструмент был выключен ввиду проблем с ориентацией космического аппарата.